# 陳得才
陳 得才（ちん とくさい、Chén Décái、? - 1864年）は、太平天国の指導者の一人。扶王に封ぜられた。
広西省梧州府藤県出身。名将陳玉成の父のいとこに当たる。1851年に太平天国軍に加入し、やがて扶王に封ぜられる。1862年、命を受け遵王頼文光・啓王梁成富・祜王藍成春らを率いて、河南省に征西した。陳得才の軍は数カ月間にわたって陝西省西安に肉薄した。しかし廬州の陳玉成が危地に陥り、陳得才を廬州に呼び戻したが、陳玉成は陳得才の到着前に清軍によって殺害された。陳得才は再び軍を西に向けた。2年間かけて兵を集めてから、包囲されている天京の救援に向かおうとしたのである。
1863年、漢中を占領したが、天京より救援の命令を受け、1864年夏、湖北省と安徽省の境界に到着した。天京では糧食が不足しているため、秋の収穫を待って出発することにしたが、7月に天京は陥落してしまった。清はセンゲリンチン（僧格林沁）派遣して、陳得才の軍への攻撃を開始した。陳得才の軍に天王洪秀全が死去し幼天王洪天貴福が捕えられたことが広まると浮足立つようになり、11月に霍山で大敗した。将兵は続々と投降していき勢力は弱まっていった。陳得才を捕えて投降しようと画策する将兵がいるとの話を聞き、ついに陳得才は服毒自殺した。
陳得才軍の中で頼文光の部隊は形を保っており、頼文光は捻軍と合流して清への抵抗をつづけた。